# Twello
Twello est un village situé dans la commune néerlandaise de Voorst, dans la province de Gueldre. En 2009, le village comptait 13 288 habitants.

## Personnalités
- Pepijn Schoneveld (1985-), acteur et artiste de cabaret, est né à Twello.

## Galerie

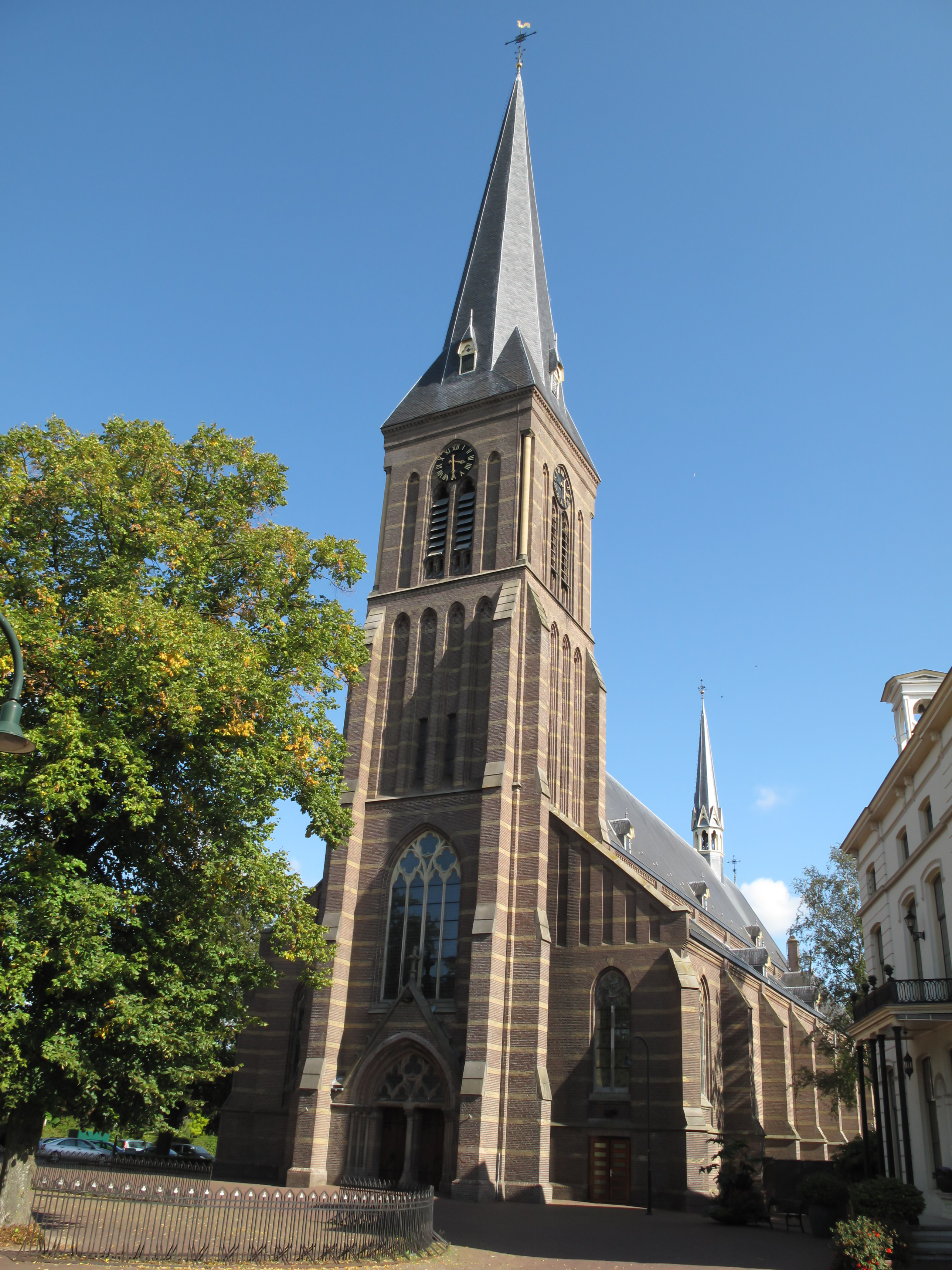
Twello, église: de Sint Martinuskerk
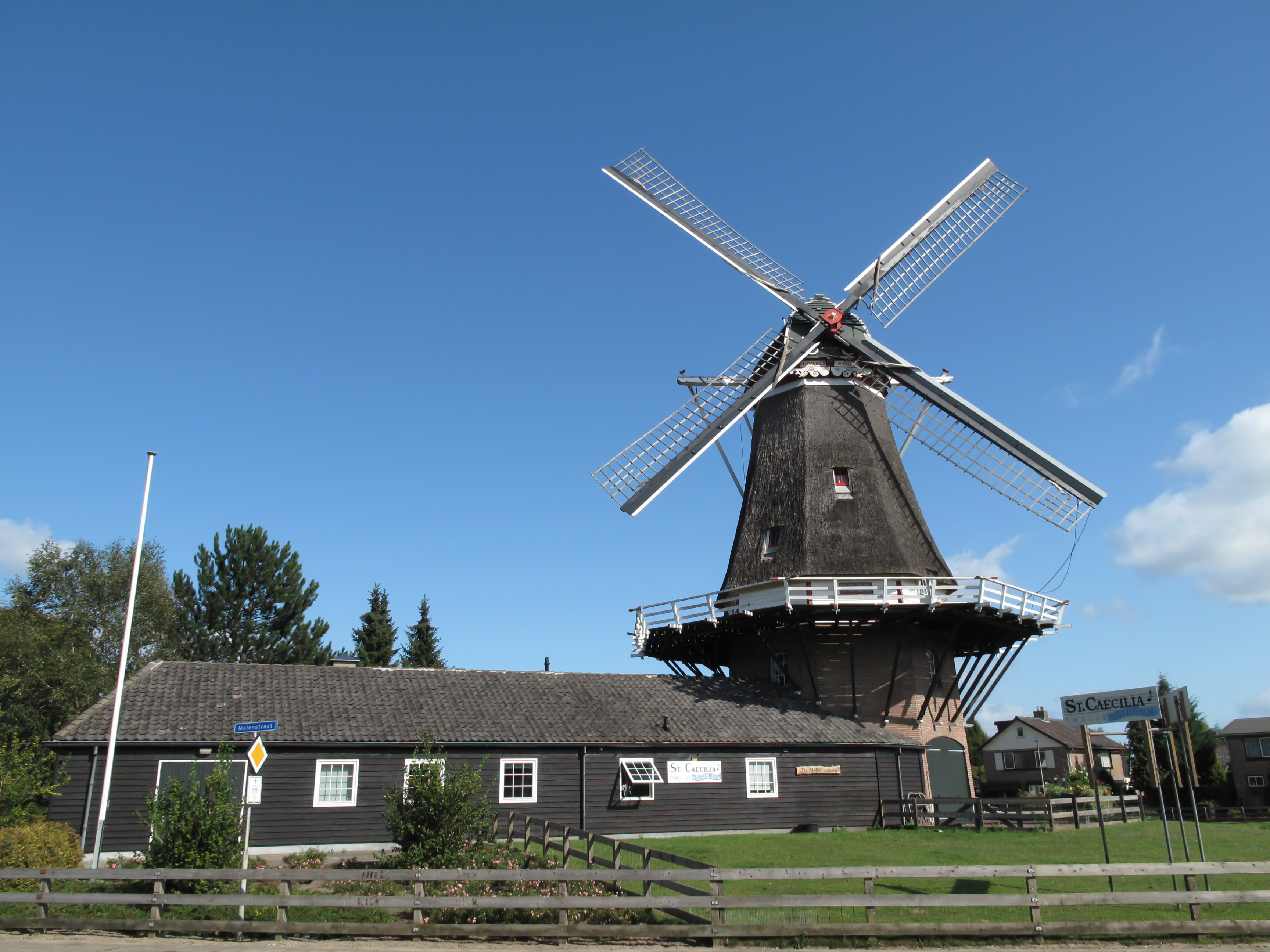
Twello, moulin: Havekes Mölle
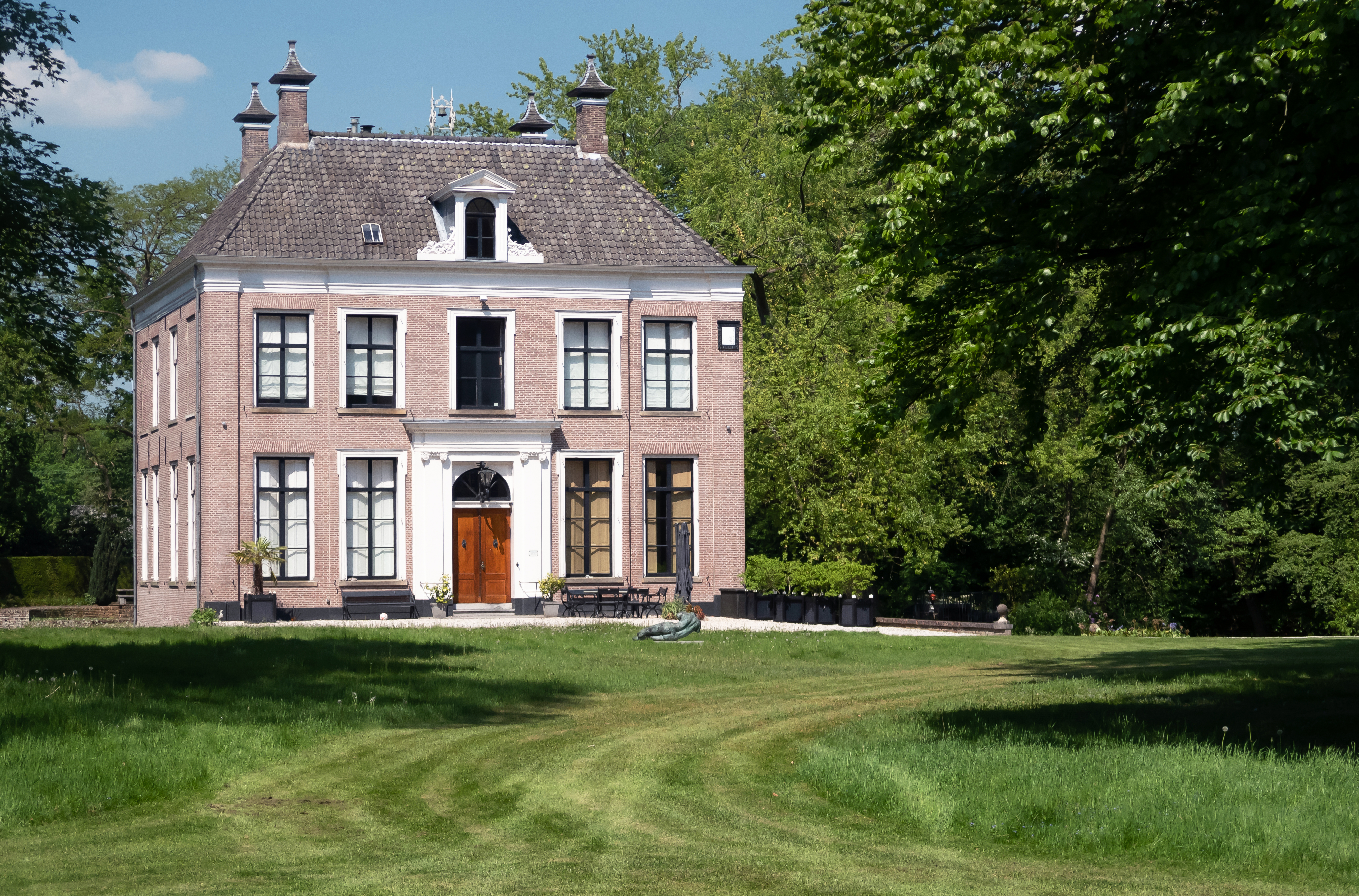
Twello, la villa: Huize het Holthuis